# 楢林宗建
楢林 宗建（ならばやし そうけん、1802年3月10日〈享和2年2月7日〉 - 1852年11月17日〈嘉永5年10月6日〉）は、江戸時代末期の日本の蘭方医。日本におけるジェンナー式種痘の普及に貢献した。

## 生涯
1823年（文政6年）に兄の楢林栄建とともにフィリップ・フランツ・フォン・シーボルトに師事した。1827年（文政10年）佐賀藩医となる。第10代佐賀藩主の鍋島直正の命を受け、1848年にオランダ商館医のオットー・モーニッケから種痘法を学び、翌1849年8月（嘉永2年6月）にモーニッケと協力して自身の子息を含む3名に対する牛痘接種に成功した。
1898年（明治31年）、正五位を追贈された。

## 注
1. ↑  1848年に行った種痘は善感しなかった。